# Filmschule Hamburg Berlin
Die Filmschule Hamburg Berlin ist ein 1994 gegründeter Verein in Hamburg, der der Aus- und Weiterbildung von Filmschaffenden dient.

## Profil
Die Filmschule Hamburg Berlin hat ihren Sitz im Filmhaus in den Hamburger Zeisehallen. Sie bietet zahlreiche Kurse an, deren Themen von Filmschnitt, Kameraarbeit und Regieassistenz bis zu Sprechertraining und Dokumentarfilm reichen. Ein Schwerpunkt liegt im Bereich der Drehbuchausbildung; die Filmschule fungiert als Schnittstelle zwischen dem Nachwuchs und der deutschen Filmwirtschaft.

## Autorenschule, Ferienakademie & Förderkreis
Bis 2011 konnten ausgewählte Autorenschüler an der Filmschule eine einjährige Ausbildung zum Drehbuchautor absolvieren. Die Autorenschule wurde u. a. durch die Medienstiftung Hamburg Schleswig-Holstein sowie von Filmproduktionen wie Wüste Film oder Ziegler-Film unterstützt.
Die Filmschule bietet eine jährliche Summer School für Jugendliche (13–18 Jahre) an und unterhält einen renommierten Förderkreis.

## Alumni
Alumni der Filmschule Hamburg Berlin sind u. a. Tatort-Autor André Georgi und Jan Braren, Autor des Films Homevideo. (Grimme-Preis, Rose d’Or, Deutscher Fernsehpreis)

## Vereinsmitglieder
Zu den Vereinsmitgliedern zählen namhafte Filmemacher wie Gisela Tuchtenhagen, Wolfgang Kirchner, Joachim von Vietinghoff, Janette Rauch (Rote Rosen, Notruf Hafenkante), die ehemalige RBB-Redakteurin Dagmar Pfeiffer und der Autor Eckhard Theophil (Männerpension). Vereinsvorsitzende ist die Dokumentarfilmerin Margot Neubert-Maric.